# Lycoriella speciosissima
Lycoriella speciosissima är en tvåvingeart som först beskrevs av Gabriel Strobl 1898.  Lycoriella speciosissima ingår i släktet Lycoriella och familjen sorgmyggor.
Artens utbredningsområde är Österrike. Inga underarter finns listade i Catalogue of Life.